# Манесис, Аристовулос
Аристову́лос Мане́сис (греч. Αριστόβουλος Μάνεσης; 1922, Аргостолион, Греция — 2 августа 2000, Афины, Греция) — греческий правовед, специалист по конституционному праву. Действительный член Афинской академии. Великий командор Ордена Феникса

## Биография
Родился в 1922 году в Аргостолионе.
Изучал право в Университете Аристотеля в Салониках, в Парижском университете и Гейдельбергском университете.
В 1953 году получил учёную степень доктора конституционного права на юридическом факультете Университета Аристотеля в Салониках.
В 1961 году стал временным, а в 1965 году постоянным профессором юридического факультета Университета Аристотеля в Салониках.
Во время установления диктатуры чёрных полковников присоединился к оппозиционной организации «Оборона демократии» за что в 1968 году был подвергнут преследованию и выслан в Лидорики.
В 1970—1974 годы жил во Франции, где преподавал публичное право в Университете Пикардии, а также в 1981 году получил почётную степень доктора.
После падения диктатуры чёрных полковников вернулся в Грецию и преподавал конституционное право на юридическом факультете Университета Аристотеля в Салониках, где в 1974—1975 годы был деканом. Затем был профессором юридического факультета Афинского университета, где также в 1982—1983 и 1987—1988 годы был деканом.
В 1964—1966 и 1975—1978 годы преподавал в Высшей военной школе.
В 1982—1988 годы — президент Союза греческих конституционалистов. В 1987—1988 годы — член Особого высшего суда Греции. Кроме того был вице-президентом Греческого союза прав человека и гражданина.
В 1992 году избран действительным членом Афинской академии.

## Награды
- Великий командор Ордена Феникса (1998)

## Научные труды
- Συλλογικό έργο, Εγκυκλοπαίδεια Πάπυρος Λαρούς, τόμος 34
- Όμιλος Αριστόβουλος Μάνεσης, «Συνταγματική θεωρία και πράξη», 2007